# Comuna Ciulnița, Ialomița
Ciulnița este o comună în județul Ialomița, Muntenia, România, formată din satele Ciulnița (reședința), Ion Ghica, Ivănești și Poiana.

## Așezare
Comuna se află în partea de sud a județului, la limita cu județul Călărași, pe malul drept al râului Ialomița, la sud de municipiul Slobozia. Este traversată de șoseaua județeană DJ201, care o leagă spre vest de Albești, Axintele și Coșereni (unde se termină în DN2) și spre est de Slobozia, Mărculești și Țăndărei (unde se termină în DN2A).

## Demografie
Componența etnică a comunei Ciulnița
     Români (95,12%)
     Alte etnii (0,13%)
     Necunoscută (4,75%)
Componența confesională a comunei Ciulnița
     Ortodocși (94,14%)
     Alte religii (0,56%)
     Necunoscută (5,3%)
Conform recensământului efectuat în 2021, populația comunei Ciulnița se ridică la 2.338 de locuitori, în scădere față de recensământul anterior din 2011, când fuseseră înregistrați 2.400 de locuitori. Majoritatea locuitorilor sunt români (95,12%), iar pentru 4,75% nu se cunoaște apartenența etnică. Din punct de vedere confesional, majoritatea locuitorilor sunt ortodocși (94,14%), iar pentru 5,3% nu se cunoaște apartenența confesională.

## Politică și administrație
Comuna Ciulnița este administrată de un primar și un consiliu local compus din 11 consilieri. Primarul, Ionuț Belu[*], de la Partidul Social Democrat, este în funcție din 1 noiembrie 2024. Începând cu alegerile locale din 2024, consiliul local are următoarea componență pe partide politice:
|  | Partid                          | Consilieri | Componența Consiliului | Componența Consiliului | Componența Consiliului | Componența Consiliului | Componența Consiliului |
|  | ------------------------------- | ---------- | ---------------------- | ---------------------- | ---------------------- | ---------------------- | ---------------------- |
|  | Partidul Social Democrat        | 5          |                        |                        |                        |                        |                        |
|  | Partidul Național Liberal       | 5          |                        |                        |                        |                        |                        |
|  | Alianța pentru Unirea Românilor | 1          |                        |                        |                        |                        |                        |

## Istorie
La sfârșitul secolului al XIX-lea, comuna se întindea mult înspre sud, pe teritoriul actualului județ Călărași. Ea făcea parte din plasa Ialomița-Balta a județului Ialomița și era formată din satele Ciulnița și Livedea (cu numeroase târle prezente pe teritoriul ei). Populația comunei era de 1379 de locuitori, în ea funcționând o biserică și două școli — una de băieți, cu 58 de elevi; și una de fete, cu 16 eleve. Tot atunci, pe teritoriul actual al comunei mai era organizate în aceeași plasă și comunele Larga și Poiana. Comuna Larga cuprindea satele Larga și Ivănești, cu o populație de 988 de locuitori, având două școli primare mixte cu 72 de elevi (dintre care 14 fete) și două biserici, câte una în fiecare sat. Comuna Poiana avea în compunere satele Poiana și Ghimpați, avea o populație de 1722 de locuitori și în cadrul ei funcționau două școli mixte și trei biserici.
În 1925, comuna Ciulnița avea aceeași compoziție, se afla în plasa Slobozia și avea 1512 locuitori. Comuna Poiana, în aceeași plasă și în aceeași compoziție, avea 1580 de locuitori. Comuna Largu primise numele de Ion Ghica, la fel ca și satul ei de reședință, și era deci compusă din satele Ion Ghica și Ivănești. Populația comunei era de 1252 de locuitori.
În 1950, comunele au fost transferate raionului Slobozia din regiunea Ialomița și apoi (după 1952) din regiunea București. În 1968, ele au revenit la județul Ialomița (reînființat), iar comunele Ion Ghica și Poiana au fost desființate și incluse în comuna Ciulnița. Tot atunci, satul Ghimpați a fost inclus în satul Poiana.

## Monumente istorice
Patru obiective din comuna Ciulnița sunt incluse în lista monumentelor istorice din județul Ialomița ca monumente de interes local, toate fiind clasificate ca monumente de arhitectură. Este vorba despre biserica „Sfântul Nicolae” din Poiana (în zona fostului sat Ghimpați), datând din 1874; biserica „Cuvioasa Paraschiva” din Ivănești (1848); casa Chiajna Craiu (1810) și casa Elena Bratu (1850), ambele din satul Poiana.
De asemenea, biserica de lemn „Sfântul Nicolae” din satul Poiana, monument istoric de arhitectură de interes național, datând din 1748, a fost strămutată și se află astăzi în municipiul Slobozia.